# Seal
Seal Henry Olusegun Olumide Adeola Samuel (Londres, 19 de febrero de 1963) es un músico, cantante y compositor británico. Entre sus mayores éxitos destaca la canción «Kiss from a Rose», banda sonora de la película Batman Forever, por la cual recibió tres premios Grammy en 1995.

## Biografía
Seal nació el 19 de febrero de 1963 en el St Mary's Hospital en Paddington, Londres, hijo de madre nigeriana, Adebisi Ogundeji, y de padre afrobrasileño, Francis Samuel. Pasó sus primeros cuatro años de vida con sus padres adoptivos, Frank y Barbara, en Romford, Essex, hasta que su madre biológica lo recuperó. Dos años después su madre regresó a Nigeria dejando al pequeño Seal al cuidado de su padre, un hombre violento que trabajaba como bombero en Paddington, distrito de la Ciudad de Westminster, en el centro de Londres, donde Seal creció.
Sus cicatrices faciales son el resultado de una enfermedad autoinmune conocida como lupus que padece, ya que es una enfermedad crónica que no tiene cura, y que lo marcó cuando era niño.
Obtuvo un diploma en arquitectura y trabajó en varios proyectos en el área de Londres, antes de hacerse cantante profesional.
En 1992 cantó la canción «Who Wants to Live Forever» junto con Queen en el Concierto en tributo a Freddie Mercury.
En mayo de 2005 se casó con la modelo alemana Heidi Klum con quien tiene tres hijos biológicos y una cuarta hija de una relación de la modelo que fue adoptada por Seal. Tras siete años de matrimonio, Heidi y Seal anunciaron su separación en un comunicado publicado por la revista People.
En 2017 el artista publicó su disco Standars (Deluxe), con el que fue nominado a Mejor Disco Pop Vocal Tradicional en los Grammys 2019.

## Discografía

### Álbumes de estudio

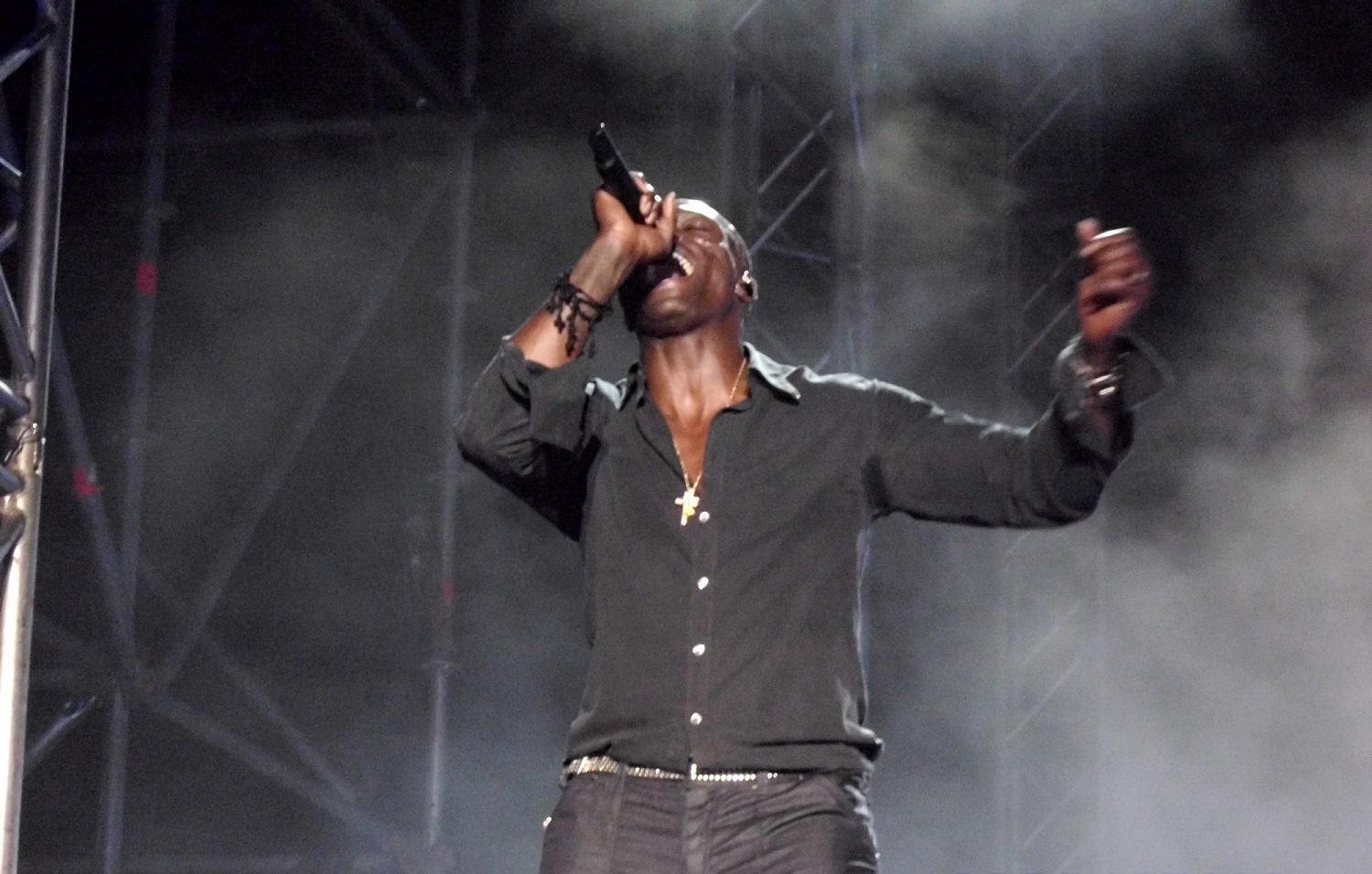
Seal en Sanlúcar (Cádiz) España (20/07/2011)

| Año  | Título         | Notas                                                          |
| ---- | -------------- | -------------------------------------------------------------- |
| 1991 | Seal           | (ZTT/Sire Records) #1 Reino Unido                              |
| 1994 | Seal II        | (ZTT Zang Tuum Tumb) #1 Reino Unido, #15 EUA, #25 Alemania     |
| 1998 | Human Being    | (Sire Records) #44 Reino Unido, #22 EUA, #24 Alemania          |
| 2001 | Togetherland   | No fue lanzado oficialmente                                    |
| 2003 | Seal IV        | (Sire Records) #4 Reino Unido, #3 EUA, #5 Francia, #2 Alemania |
| 2004 | Best 1991-2004 | (Warner Bros. Records) #27 Reino Unido, #2 Alemania, #47 EUA   |
| 2007 | System         | (Warner Bros. Records) #37 Reino Unido, #30 EUA                |
| 2008 | Soul           |                                                                |
| 2009 | Seal Hits      |                                                                |
| 2010 | Commitment     |                                                                |
| 2011 | Soul 2         |                                                                |
| 2015 | 7              |                                                                |

### Sencillos
| Año  | Sencillo                                 | Paradas | Paradas | Paradas | Álbumes                                 |
| Año  | Sencillo                                 | RU      | EUA     | ALE     | Álbumes                                 |
| ---- | ---------------------------------------- | ------- | ------- | ------- | --------------------------------------- |
| 1990 | Killer (Adamski & Seal)                  | 1       | -       | 2       | Doctor Adamski's Musical Pharmacy       |
| 1990 | Crazy                                    | 2       | 7       | 2       | Seal                                    |
| 1991 | Future love paradise                     | 12      | -       | 16      | Seal                                    |
| 1991 | The beginning                            | 24      | -       | 39      | Seal                                    |
| 1991 | Killer (Remix)                           | 8       | 100     | 2       | Seal                                    |
| 1992 | Violet                                   | 39      | -       | -       | Seal                                    |
| 1994 | Prayer for the dying                     | 14      | 21      | 62      | Seal II                                 |
| 1994 | Kiss from a Rose                         | 4       | 1       | 11      | Seal II                                 |
| 1994 | Newborn friend                           | 45      | -       | -       | Seal II                                 |
| 1995 | I'm alive                                | 4       | 20      | 11      | Seal II                                 |
| 1996 | Don't cry                                | 51      | 33      | -       | Seal II                                 |
| 1997 | Fly like an eagle                        | 13      | 10      | 61      | Space Jam (banda sonora)                |
| 1998 | Human Beings                             | 50      | -       | 91      | Human Being                             |
| 1998 | Latest craze                             | -       | -       | -       | Human Being                             |
| 1999 | Lost my faith                            | -       | -       | -       | Human Being                             |
| 2001 | This could be heaven                     | -       | -       | -       | Togetherland                            |
| 2002 | My vision (Jakatta junto a Seal)         | 6       | -       | -       | Visions                                 |
| 2003 | Get it together (junto a Jermaine Dupri) | 25      | -       | 41      | Seal IV                                 |
| 2003 | Love's divine                            | 68      | 79      | 4       | Seal IV                                 |
| 2004 | Waiting for you                          | 80      | 89      | -       | Seal IV                                 |
| 2004 | Walk on by                               | -       | -       | 49      | Best 1991-2004                          |
| 2005 | Killer '05                               | -       | -       | -       | Best 1991-2004                          |
| 2006 | A father's way                           | -       | -       | -       | The Pursuit of Happiness (banda sonora) |
| 2007 | Amazing                                  | 74      | -       | 9       | System                                  |
| 2008 | The right life                           | -       | -       | -       | System                                  |
| 2008 | I wish (con DMX)                         | -       | -       | -       | System                                  |